# Rzeczny Dywizjon Okrętów Pogranicza
Rzeczny Dywizjon Okrętów Pogranicza – rzeczny samodzielny pododdział Wojsk Ochrony Pogranicza.

## Formowanie i zmiany organizacyjne
W 1954 roku, w składzie 12 Brygady Wojsk Ochrony Pogranicza, sformowano rzeczny dywizjon Okrętów Pogranicza w Szczecinie o etacie 352/18. W następnych latach dywizjon był kilkakrotnie przeformowywany .
Rozformowany w 1960 roku.

## Dowódcy dywizjonu
- kpt. Witold Dziuba - od co najmniej 1955[4]